# Jean-Claude Ganga
Pour les articles homonymes, voir Ganga.
Jean-Claude Ganga, né le 28 février 1934 à Brazzaville et mort le 28 mars 2020 à Mansimou au sud de Brazzaville, est un homme politique et responsable sportif congolais. 
Il est à l'origine des premiers Jeux africains de 1965 et du scandale de l'attribution des Jeux olympiques d'hiver de 2002

## Biographie
Le jeune Jean-Claude Ganga découvre sa passion pour le sport en jouant au football dans les rues de Bacongo. 
Après ses études, Jean-Claude Ganga devient enseignant mais il a une préférence pour les activités sportives. Il devient alors inspecteur puis directeur de la jeunesse et des sports de 1967 à 1968. Par la suite, il occupe le poste de secrétaire général du Conseil supérieur du sport en Afrique (CSSA) dont il est l'un des cofondateurs.
Il organise le boycott des pays africains aux jeux olympiques d'été de 1976 à Montréal pour protester contre la politique d'apartheid de l'Afrique du Sud. Il quitte ses fonctions en 1979, à la suite des révélations de « gestion fantaisiste » et « abus de pouvoir ».
Jean-Claude Ganga devient ambassadeur du Congo en Chine de 1982 à 1985. En 1989, il est nommé ministre des sports dans le gouvernement d'Alphonse Souchlaty-Poaty.
Il est coopté au Comité international olympique (CIO) et préside en même temps l'association des comités nationaux olympiques d'Afrique (ACNOA)
En 1995, quelques mois avant que Salt Lake City ne soit désignée ville olympique pour les Jeux olympiques d'hiver de 2002, Jean-Claude Ganga achète trois villas à 30 kilomètres de la future piste de descente. La revente de ces maisons, peu de temps après le vote du CIO, lui permet de réaliser une plus-value de 60 000 dollars (51 600 euros). Profitant de son séjour dans l'Utah, Jean-Claude Ganga reçoit également des soins dans un hôpital de Salt Lake City, pour traiter une hépatite, sans avoir à débourser quoi que ce soit. Enfin, il se voit remettre, par le président du comité de candidature, 50 000 dollars (43 235 euros) en liquide, une somme soi-disant destinée à « développer le sport chez les jeunes en République du Congo ».
Le 17 mars 1999, lors d’une assemblée générale extraordinaire qui se déroule au château de Beaulieu à Lausanne, où le Congolais se défend « bec et ongles devant ses pairs », il est décidé de son exclusion du Comité international olympique.
À la suite de son exclusion du CIO, Jean-Claude Ganga menace de « tout déballer », or il n'en fera jamais rien.

## Publication
- Combats pour un sport africain (2000).